# Esperia sulphurella
"Tinea sulphurella" redirects here. This name has erroneously been used for other species (see below).
Esperia sulphurella là một loài bướm đêm thuộc họ Oecophoridae. Loài này có ở châu Âu.

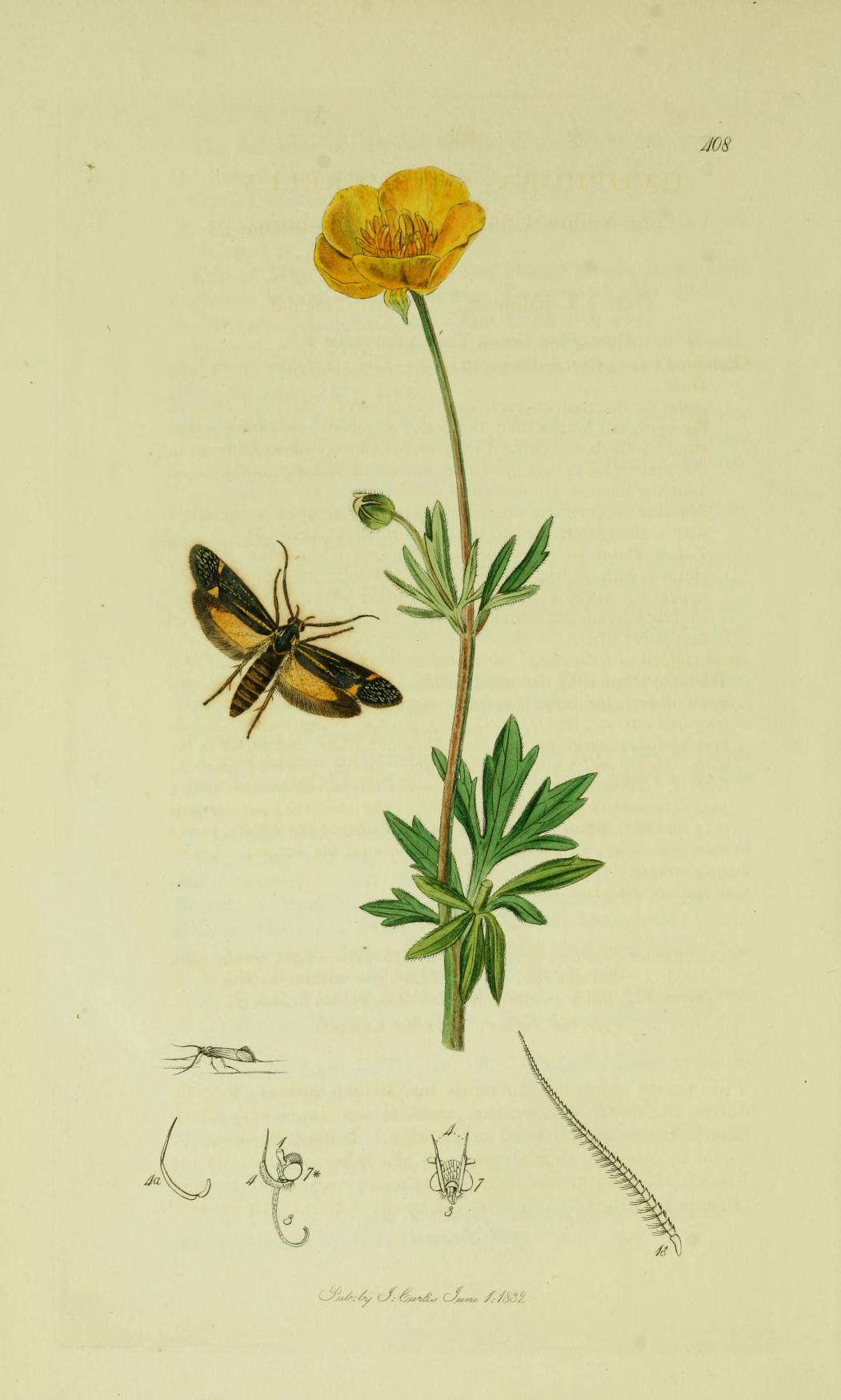
Hình minh họa của John Curtis's British Entomology Volume 6

Sải cánh dài 12–16 mm. Con trưởng thành bay từ tháng 5 đến tháng 6 tùy theo địa điểm.
The larvae feed gỗ cây chết.

## Phân loại
E. sulphurella được mô tả khoa học lần đầu bởi J.C. Fabricius vào năm 1775. Do đó, tên khoa học tương tự đã được sử dụng cho nhiều loài bướm đêm khác, tạo ra một số junior homonym không có hiệu lực, bao gồm:
- T. sulphurella of Fabricius (1777) is Oecophora bractella
- T. sulphurella of Hübner (1793) is Ypsolophus sulphurella
- T. sulphurella of Haworth (1829) is Povolnya leucapennella

## Hình ảnh

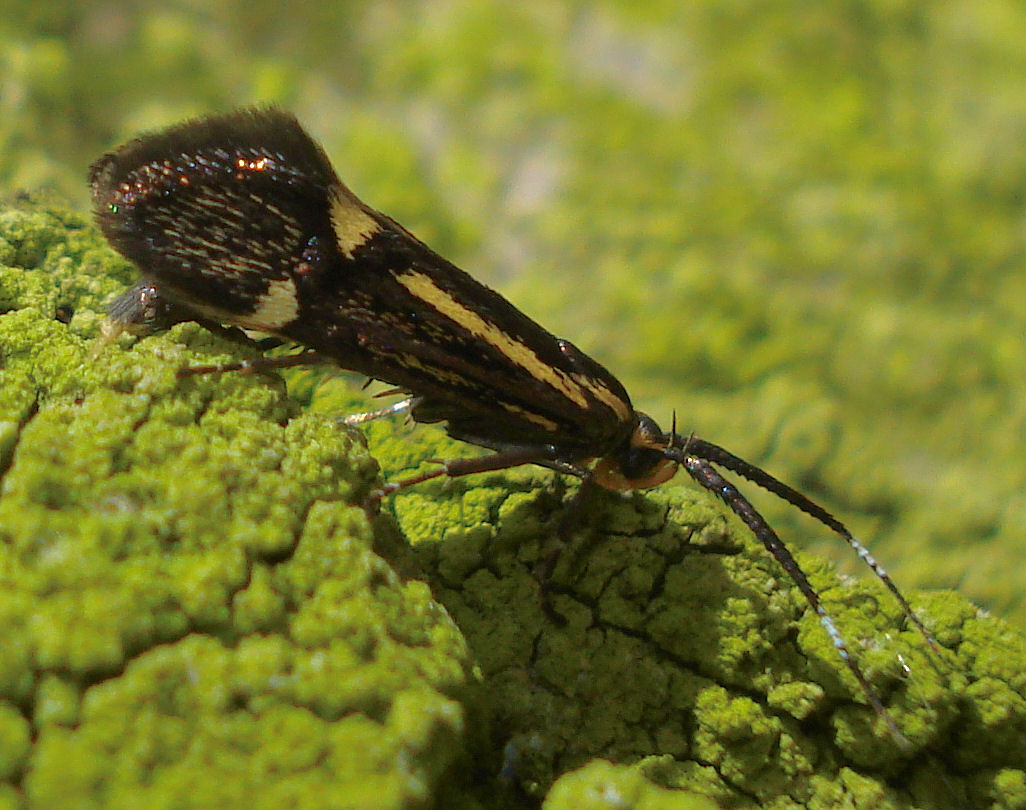
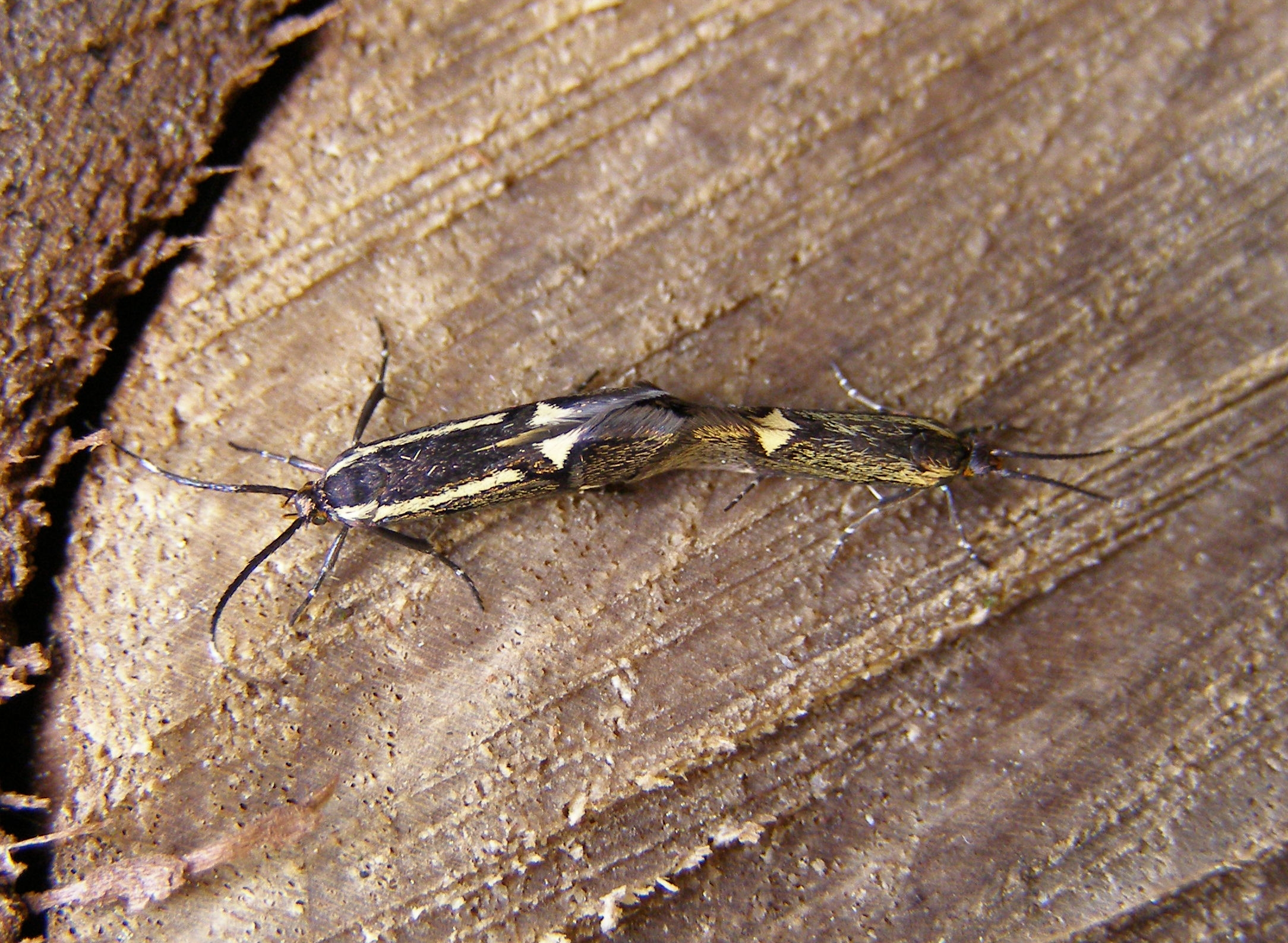